# Pleomothra apletocheles
Espèce
Pleomothra apletocheles est une espèce de rémipèdes de la famille des Pleomothridae.

## Distribution
Cette espèce est endémique des Bahamas. Elle se rencontre dans les grottes anchialines Sagittarius Cave, sur Grand Bahama et Dan's Cave sur Great Abaco.

## Publication originale
- Yager, 1989 : Pleomothra apletocheles and Godzilliognomus frondosus, two new genera and species of remipede crustaceans (Godzilliidae) from anchialine caves of the Bahamas. Bulletin of Marine Science, vol. 44, no 3, p. 1195-1206.